# Плотава (Благовещенский район)
Плотава — упразднённый в 2000 году разъезд в Благовещенском районе Алтайского края России. На момент упразднения входил в состав Суворовского сельсовета.

## География
Располагался западнее сухого русла реки Хорошонок, у бывшего одноимённого разъезда Западно-Сибирской железной дороги, на расстоянии примерно 4,5 километров (по прямой) к северу от поселка Преградинка.

## История
Возник в 1953 году в связи со строительством железнодорожного разъезда на линии Барнаул — Кулунда.
Исключен из учётных данных в 2000 году.

## Население
К выходу в октябре 2010 года Постановления об упразднении  выехали все жители.

## Инфраструктура
К выходу в октябре 2010 года Постановления об упразднении  жилые помещения и производственные объекты были ликвидированы без возможности восстановления.